# Левашов, Никита Фёдорович
Ники́та Фёдорович Левашо́в (15 сентября 1797—1832) — полковник, командир Иркутского гусарского полка.

## Биография
Служил с 29 июня 1815 года колонновожатым; произведён в очередные звания: в портупей-юнкеры 17.5.1816, в корнеты 27.10.1816, в поручики 14.5.1818, в штаб-ротмистры 7.6.1822, в ротмистры 19.3.1825, в полковники — в ноябре 1827. 7 января 1828 года переведён в Иркутский гусарский полк; с 3 марта 1829 определён в резервную бригаду 2-й Гусарской дивизии (Умань, Киевская губерния).
В русско-турецкой войне был в походе в Молдавии и Валахии (с 8 августа 1828), затем в Болгарии, при осаде Силистрии (с 9 сентября). С 29 марта 1831 года участвовал в действиях против польских мятежников.
Умер в Царстве Польском, где был расквартирован Иркутский гусарский полк, которым он командовал. Похоронен на кладбище Донского монастыря (участок 1).

### Семья
Отец — Фёдор Иванович Левашов (1751—1819) — генерал-майор, сенатор; мать — Евдокия (Авдотья) Николаевна (урожд. Хитрово; 1775—1837). За его матерью состояли более 1700 душ в Костромской, Калужской, Тульской и Тверской губерниях, а также каменный дом в Москве.
Жена — Александра Николаевна (1797 — 14.4.1848, Ганновер), вдова князя Григория Яковлевича Голицына (12.12.1789 — 1821). За ней состояли 1037 душ во Владимирской и 353 души — в Рязанской губернии.
Дети:
- Фёдоp (12/14.2.1829 — 17.10.1896[6]); крещён в Умани (Киевская губерния)[4]; генерал-майор (1878), генерал от инфантерии (30.8.1886)[6]; участник русско-турецкой войны (1877—1878), начальник Туркестанской стрелковой бригады (1883—1891)[7];владелец 300 душ в Шатровино (Рязанский уезд); 16.5.1844 внесён в III часть дворянской родословной книги Рязанской губернии[8]. Женат на Наталье Алексеевне[1][4].
  - внучка — Александра (1.6.1852, Москва — ?); замужем (с 9.11.1883) за штабс-капитаном Сергеем Сергеевичем Сотниковым (1852 — ?).
- Анастасия (Настасья; 1832 — ?)[1].

## Награды
- орден Св. Владимира 4-й степени (22.8.1826)
- золотая сабля с надписью «За храбрость»
- медаль «За турецкую войну»
- орден Св. Анны 2-й степени (17.9.1831)[1]